# Lista de partidos políticos em Liechtenstein
Esta é uma lista dos partidos políticos em Liechtenstein. Os partidos existem desde que a constituição do país entrou em vigor em 1818. A cada quatro anos, são realizadas eleições para o Landtag, que compartilha o poder legislativo com o monarca reinante. O Partido Cívico Progressista e a União Patriótica são os dois principais partidos liechtensteinenses, geralmente liderando o governo em coalizão.

## Partidos atuais
Lista incluindo partidos atuais, atualizada em 2025:
| Partido | Partido | Partido                                                   | Partido | Fundação | Ideologia                                                                                     | Espectro                  | Assentos                                                                |
| ------- | ------- | --------------------------------------------------------- | ------- | -------- | --------------------------------------------------------------------------------------------- | ------------------------- | ----------------------------------------------------------------------- |
|         |         | União Patriótica Vaterländische Union                     | VU      | 1936     | Conservadorismo, Conservadorismo liberal, Liberalismo econômico, Monarquismo constitucional   | Centro-direita            | Landtag10 / 25Presidentes de Câmara8 / 11Assembleias municipais43 / 104 |
|         |         | Partido Cívico Progressista Fortschrittliche Bürgerpartei | FBP     | 1918     | Conservadorismo, Liberalismo econômico, Monarquismo                                           | Centro-direita à direita  | Landtag7 / 25Presidentes de Câmara4 / 11Assembleias municipais51 / 104  |
|         |         | Democratas por Liechtenstein Demokraten Pro Liechtenstein | DpL     | 2018     | Nacional-conservadorismo, Liberalismo econômico, Populismo de direita, Euroceticismo          | Direita à extrema-direita | Landtag6 / 25Presidentes de Câmara0 / 11Assembleias municipais5 / 104   |
|         |         | Lista Livre Freie Liste                                   | FL      | 1985     | Social-democracia, Política verde, Secularismo, Multiculturalismo, Monarquismo representativo | Centro-esquerda           | Landtag2 / 25Presidentes de Câmara0 / 11Assembleias municipais5 / 104   |
|         |         | Os Independentes Die Unabhängigen                         | DU      | 2013     | Populismo de direita, Nacional-conservadorismo, Liberalismo econômico, Euroceticismo          | Direita à extrema-direita | Landtag0 / 25Presidentes de Câmara0 / 11Assembleias municipais0 / 104   |
|         |         | Povo ao Centro Mensch Im Mittelpunkt                      | MIM     | 2022     | Anti-lockdowns e anti-vacinação obrigatória                                                   | –                         | Landtag0 / 25Presidentes de Câmara0 / 11Assembleias municipais0 / 104   |

## Partidos históricos
| Partido                                                                                       | Partido | Fundação | Dissolução | Ideologia                                  | Espectro                | Nota |
| --------------------------------------------------------------------------------------------- | ------- | -------- | ---------- | ------------------------------------------ | ----------------------- | --- |
| Partido Popular Social-Cristão Christlich-Soziale Volkspartei                                 | VP      | 1918     | 1936       | Liberalismo social                         | Centro à centro-direita | Fundiu-se ao LHD para formar a União Patriótica |
| Associação da Livre Economia de Liechtenstein Liechtensteinischer Freiwirtschaftsbund         | –       | 1931     | 1933       | Anticapitalismo                            | Extrema-esquerda        | Contra propriedade privada e inspirado na economia livre, nunca obteve resultados significativos em eleições legislativas. Com seu fim, alguns membros se envolveram com o LHD |
| Serviço à Pátria de Liechtenstein Liechtensteiner Heimatdienst                                | LHD     | 1933     | 1936       | Estatismo corporativo, Nacional-socialismo | Extrema-direita         | Fundiu-se ao VP para formar a União Patriótica |
| Movimento Nacional Alemão em Liechtenstein Volksdeutsche Bewegung in Liechtenstein            | VDBL    | 1938     | 1945       | Nacional-socialismo                        | Extrema-direita         | |
| Associação de Lealdade à Pátria de Liechenstein Heimattreue Vereinigung Liechtenstein         | HVL     | 1939     | 1945       | Antifascismo                               | –                       | Fazia oposição ao VDBL enquanto apoiava Francisco José II e o alinhamento com a Suíça                                                                                          |
| Partido dos Trabalhadores e Agricultores Partei der Unselbständig Erwerbenden und Kleinbauern | UEK     | c. 1950  | c. 1953    | Trabalhismo                                | –                       | Surgido a partir da Associação dos Trabalhadores de Liechtenstein, só participou, sem sucesso, das eleições legislativas de 1953                                               |
| Partido Social-Cristão Christlich-Soziale Partei                                              | CSP     | 1961     | c. 1978    | Democracia cristã                          | Centro-direita          | Participou das eleições legislativas de 1962, 1966, 1970 e 1974 mas nunca obteve assentos                                                                                      |
| Lista Não Partidária Überparteiliche List                                                     | ÜLL     | 1989     | 1990       | –                                          | –                       | Só participou das eleições legislativas de 1989 buscando ser uma alternativa aos partidos dominantes                                                                           |